# Kohama
La isla Kohama  (en japonés: 小浜島 Kohamajima; en Yaeyama: Kumoo okinawense: Kubama) es una isla en el grupo de islas Yaeyama en el extremo sudoeste de la cadena de Islas Ryukyu, y parte de Taketomi, Distrito Yaeyama, Prefectura de Okinawa, al sur del país asiático de Japón. La isla tiene una superficie de 7,84 km², rodeada de una zona de 16,6 km². La isla está situada a unos 25 minutos en ferry desde la Isla Ishigaki, que es el centro de negocios y transporte de las islas Yaeyama.